# دانيال كالتاجيروني
دانيال كالتاجيروني (بالإنجليزية: Daniel Caltagirone)‏ هو ممثل بريطاني، ولد في 18 يونيو 1972 بلندن في المملكة المتحدة.

## أعمال

### أفلام
- (2000) الشاطئ[3]
- (2002) عازف البيانو[4][5]
- (2003)  مهد الحياة[6]

## وصلات خارجية
- دانيال كالتاجيروني على موقع IMDb (الإنجليزية)
- دانيال كالتاجيروني على موقع قاعدة بيانات الأفلام العربية
- دانيال كالتاجيروني على موقع ألو سيني (الفرنسية)
- دانيال كالتاجيروني على موقع أول موفي (الإنجليزية)
- دانيال كالتاجيروني على موقع قاعدة بيانات الأفلام السويدية (السويدية)
- دانيال كالتاجيروني على موقع قاعدة بيانات الفيلم (الإنجليزية)
- دانيال كالتاجيروني على موقع كينوبويسك (الروسية)